# Albert Town (Nouvelle-Zélande)
La ville d’Albert Town est une localité située à l’est de la ville de Wanaka dans la région d'Otago qui est située dans l’Île du Sud de la Nouvelle-Zélande.

## Situation
Il y a peu encore, ce n'était qu'une exploitation agricole, mais l'essor démographique de cette région a donné lieu à de nombreux aménagements. La ville Albert Town est située près de la  confluence entre le fleuve Clutha et la rivière Hawea. 

## Toponymie
Longtemps connue sous le nom de Newcastle, la ville porte désormais fièrement le nom Albert Town, en l'honneur du prince Albert de Saxe-Cobourg-Gotha.